# 4-Méthylpyridine
La 4-méthylpyridine ou 4-picoline est un dérivé méthylé de la pyridine de formule brute C6H7N. Il s'agit d'un isomère de la picoline, nom donné aux 3 isomères de la méthylpyridine.

## Utilisation
L'utilisation principale de la 4-méthylpyridine est la production d'un agent anti-tuberculeux, l'isoniazide (hydrazide de l'acide isonicotinique). Un autre usage de cette substance est la production de la 4-vinylpyridine qui est utilisée dans la fabrication de polymères, notamment pour la production d'échangeurs d'anion .